# فرودگاه‌ای. تی. جاشوا
فرودگاه ای.تی. جاشوا (به انگلیسی: E. T. Joshua Airport) یک فرودگاه همگانی با کد یاتا SVD است که یک باند فرود آسفالت دارد و طول باند آن ۱۴۰۱ متر است. این فرودگاه در شهر کینگزتاون کشور سنت وینسنت و گرنادین‌ها قرار دارد.

## شرکت‌های هواپیمایی و مقصدهای پروازی
Passenger Airlines
All flights transfer to آرگایل

### Cargo Airlines
All flights transfer to آرگایل